# Distretto di Nong Song Hong
Il distretto di Nong Song Hong (in thailandese: หนองสองห้อง) è un distretto (amphoe) della Thailandia, situato nella provincia di Khon Kaen.